# 리키 마틴
엔리케 마르틴 모랄레스(스페인어: Enrique Martin Morales, 1971년 12월 24일 ~ )는 리키 마틴(Ricky Martin)이라는 예명으로 활동 중인 푸에르토리코의 가수이자 배우이다. 2011년에 스페인 시민권을 취득하였다.

## 생애
마틴은 12살때부터 라틴 보이 밴드 메누도에서 활동하였고, 1991년에 스페인어로 된 자신의 첫 솔로앨범인 《Ricky Marin》을 발표했다. 1994년에는 가수 활동과 TV 드라마 등에 활동하였고, 그 후 1999년에 발표한 첫 영어 앨범인 《Vuelve》와 여기에 수록된 유명한 곡인 Livin’ La Vida Loca로 인해 세계적인 가수로 발돋음하였다.
1999년 그래미상 라틴 팝 부문 수상자로 선정되었고 2001년에는 라틴 그래미상 단편 뮤직비디오 부문, 2007년에는 라틴 그래미상 남자 팝 보컬 앨범 부문, 장편 뮤직비디오 부문 수상자로 선정되었다. 2007년에는 할리우드 명예의 거리에 이름을 올렸고, 2008년에는 대리모를 통하여 쌍둥이 형제를 얻었다. 이후 2018년과 2019년에 대리모를 통하여 딸과 아들을 얻었다. 2010년엔 자신이 게이임을 밝히기도 하였다.

## 음반
- Ricky Martin (1991)
- Me Amarás (1993)
- A Medio Vivir (1995)
- Vuelve (1998)
- Ricky Martin (1999)
- Sound Loaded (2000)
- Almas del Silencio (2003)
- Life (2005)
- Música + Alma + Sexo (2011)

## 출연작품
- 1987 : Por siempre amigos (TV series) as Ricky
- 1990 : Alcanzar una estrella (TV series) as Pablo Loredo
- 1991 : Alcanzar una estrella II (TV series) as Pablo Loredo
- 1992 : Más que alcanzar una estrella as Enrique
- 1993 : Getting By (TV series) as Martin
- 1994 : General Hospital (TV series) as Miguel Morez (1994–95)
- 1996 : Barefoot in Paradise (TV series) as Sandoval
- 1997 : Hercules (Spanish Language, Voice Only) as Hercules
- 2002 : Les Diables as Brian Rodriguez
- 2012 : 글리 as David Martinez
- 2020 : 징글 쟁글: 저니의 크리스마스 - 돈 후앙 디에고 역

## 같이 보기
- 대중음악의 별명 목록